# 23975 Акран
23975 Акран (23975 Akran) — астероїд головного поясу, відкритий 12 лютого 1999 року.
Тіссеранів параметр щодо Юпітера — 3,539.